# Dalmatinka (album)
Dalmatinka je treći studijski album hrvatske pop pjevačice Severine, koji 1993. godine objavljuje diskografska kuća Croatia Records. Producenti albuma su Zrinko Tutić i Nikša Bratoš, a ostali suradnici su Nenad Ninčević i Zlatan Stipišić Gibonni. Na albumu se nalazi osam autorskih pjesama i dvije obrade, pjesma Bijelog dugmeta "Ne spavaj, mala moja"  i pjesma "Maria Christina". Izdana su dva singla s albuma, pjesme "Dalmatinka" i "Paloma Nera". Album je podržan i velikom turnejom po Hrvatskoj i Sloveniji.

## Popis pjesama
| Br. | Skladba                | Trajanje |
| --- | ---------------------- | -------- |
| 1.  | »Dalmatinka«           | 4:18     |
| 2.  | »Ljubi me noćas«       | 3:16     |
| 3.  | »Ne bi' ti oprostila«  | 3:10     |
| 4.  | »Maria Christina«      | 2:54     |
| 5.  | »Ti si moj«            | 4:25     |
| 6.  | »Paloma Nera«          | 3:41     |
| 7.  | »Adio, ljube«          | 3:17     |
| 8.  | »Ne spavaj, mala moja« | 3:29     |
| 9.  | »Mornarica mlada«      | 3:11     |
| 10. | »Ćovjek kojeg volim«   | 4:14     |

## Top ljestvice
| Top ljestvica (1993.)             | Pozicija |
| --------------------------------- | -------- |
| Hrvatska nacionalna top ljestvica | 1        |